# Trains and Winter Rains
Trains and Winter Rains è un singolo della cantante e musicista irlandese Enya, pubblicato nel 2008 come primo estratto dall'album And Winter Came....
Il brano propone, diversamente dai precedenti lavori della cantante, un'atmosfera urbana e cittadina e dunque più vicina alla modernità. La canzone è infatti incentrata sulla descrizione del clima invernale in una grande metropoli, in cui le persone si muovono freneticamente sotto la pioggia senza una meta precisa e sembrano non fermarsi mai.
Lo stesso video musicale riproduce la stessa atmosfera e presenta Enya come una spettatrice dei movimenti di una città non identificata: dapprima in un treno, poi in una stanza di specchi e luci soffuse, la cantante sembra raccontare come una narratrice distaccata i viaggi di alcuni ragazzi che, sotto la neve, si muovono verso casa.
La canzone è stata presentata in anteprima nel programma televisivo Wake up to Wogan  della BBC il 29 settembre 2008.

## Tracce
Download digitale
- Trains and Winter Rains - (Enya) - 3:44

## Classifiche
| Classifica (2008)            | Posizione massima |
| ---------------------------- | ----------------- |
| Giappone                     | 6                 |
| Belgio (Fiandre)             | 39                |
| Belgio (Vallonia)            | 15                |
| Italia                       | 15                |
| Russia                       | 282               |
| Billboard Adult Contemporary | 27                |

## Pubblicazione
| Paese       | Data              | Formato           | Etichetta    |
| ----------- | ----------------- | ----------------- | ------------ |
| Belgio      | 30 settembre 2008 | Download digitale | Warner Music |
| Francia     | 30 settembre 2008 | Download digitale | Warner Music |
| Giappone    | 30 settembre 2008 | Download digitale | Warner Music |
| Italia      | 30 settembre 2008 | Download digitale | Warner Music |
| Stati Uniti | 30 settembre 2008 | Download digitale | Warner Music |
| Svezia      | 30 settembre 2008 | Download digitale | Warner Music |